# Syn (juridik)
För andra betydelser, se Syn (olika betydelser)
Syn kallas det bevismedel i en rättegång, eller en motsvarande lagreglerad förrättning inom ramen för något annat förfarande, som går ut på att domaren eller beslutsfattaren själv besiktigar ett löst eller fast föremål. Syn genomförs för att undersöka om man genom att själv betrakta saken kan konstatera något som har betydelse för ett visst rättsförhållande.
En syn som hålls utom rättegång kan protokollföras genom upprättande av ett så kallat syneinstrument. Den förrättningsman som förrättar synen och upprättar syninstrumentet kan kallas syneman.